# Das Erste
ダス・エルステ（独: Das Erste）(正式名称：独: Erstes Deutsches Fernsehen、第1ドイツテレビジョン)はドイツの公共放送ARDが運営するテレビチャンネルである。

## 概要
1950年11月27日、西ドイツ・ハンブルクのNWDRにてテレビの試験放送が開始、NWDRは1952年12月25日に正式放送が開始。国内放送は1954年11月1日に開始された。1963年の第2ドイツテレビ(ZDF)が開局するまでは西ドイツ唯一のテレビ局だった。1989年のベルリンの壁崩壊以降、東ドイツのテレビ局DFF（ドイツ・テレビ放送）との吸収合併により旧東ドイツ地域でも放送を開始。2010年バンクーバーオリンピックからは高精細度テレビジョン放送による放送が開始された。

## 放送時間の配分
ARD加盟各局には各地域の人口に応じて総放送時間ごとを割り当てている。2009年現在の配分は次のとおり。
| 放送局                               | 率    | ロゴ     |
| ------------------------------------ | ----- | -------- |
| 西部ドイツ放送 (WDR)                 | 21,40 | WDR-Logo |
| 南西ドイツ放送 (SWR)                 | 18,20 | SWR-Logo |
| 北ドイツ放送 (NDR)                   | 17,60 | NDR-Logo |
| バイエルン放送 (BR)                  | 15,95 | BR-Logo  |
| 中部ドイツ放送 (MDR)                 | 10,85 | MDR-Logo |
| ヘッセン放送 (HR)                    | 7,40  | HR-Logo  |
| ベルリン＝ブランデンブルク放送 (RBB) | 6,60  | RBB-Logo |
| ザールラント放送 (SR)                | 1,25  | SR-Logo  |
| ラジオ・ブレーメン (RB)              | 0,75  | RB-Logo  |

## 主な番組
- tagesschau（ニュース番組）
  - 北ドイツ放送(NDR)制作の全国ニュース。スタジオはベルリンでもボンでもなく、北ドイツ放送本部のハンブルクにある。
- Lindenstraße（ソープオペラ）
- ARD-morgenmagazin
  - 西部ドイツ放送(WDR)が制作する朝の情報番組。一ヶ月のうち奇数週に放送され、第2ドイツテレビ(ZDF)でも同時ネットされる[5]。